# Ki-aikido
Ki-Aikido (合氣道), ook wel Shin Shin Toitsu Aikido, is een aikidostijl die werd ontwikkeld door Koichi Tohei en grote gelijkenis kent met de klassieke aikido van Morihei Ueshiba.
Ki-Aikido heeft specifieke trainingsmethoden die gebaseerd zijn op methoden voor de ontwikkeling van de geest en het lichaam, in combinatie met ki. Veel van de leer is gebaseerd op de vier basisprincipes om geest en lichaam te verenigen en de vijf basisprincipes van aikido. De vier basisprincipes voor het verenigen van de geest en het lichaam:
1. Handhaving van de kern
2. Volledige ontspanning
3. Gewicht aan de onderkant
4. Aandacht is naar buiten gericht[1]